# Ignacio José Gómez Aristizábal
Ignacio José Gómez Aristizábal (ur. 2 grudnia 1929 w El Peñol) – kolumbijski duchowny rzymskokatolicki, w latach 1992–2007 arcybiskup Santa Fe de Antioquia.

## Życiorys
Święcenia kapłańskie przyjął 17 sierpnia 1958. 24 lipca 1972 został prekonizowany biskupem Ocaña. Sakrę biskupią otrzymał 8 września 1972. 10 października 1992 został mianowany biskupem Santa Fe de Antioquia. 12 stycznia 2007 przeszedł na emeryturę.